# Thamnobryum fasciculatum
Thamnobryum fasciculatum là một loài Rêu trong họ Neckeraceae. Loài này được (Sw. ex Hedw.) I. Sastre miêu tả khoa học đầu tiên năm 1993.